# Croton calonervosus
Espèce
Croton calonervosus est une espèce de plantes à fleurs du genre Croton et de la famille des Euphorbiaceae, présente du Brésil à l'Argentine (Province de Misiones).
Il a pour synonymes :
- Cieca nervosa, (Baill.) Kuntze
- Julocroton nervosus, Baill.